# Saturnales
Las saturnales (en latín saturnalia) eran unas importantes festividades romanas. La fiesta se celebraba con un sacrificio en el Templo de Saturno, en el Foro Romano, y un banquete público, seguido por el intercambio de regalos, continuo festejo, y un ambiente de carnaval en el que se producía una relajación de las normas sociales. El poeta Catulo la llamó «el mejor de los días».

## Historia
Saturnalia, en honor de Saturno, fue introducida alrededor del 217 a. C. para elevar la moral de los ciudadanos después de una derrota militar sufrida ante los cartagineses en el lago Trasimeno. Oficialmente se celebraba el día de la consagración del templo de Saturno en el Foro romano, el 17 de diciembre, con sacrificios y banquete público festivo (lectisternium) y al grito multitudinario de «Io, Saturnalia». 
Pero esta fiesta era tan apreciada por el pueblo, que de forma no oficial se festejaba a lo largo de siete días, del 17 al 23 de diciembre. Las autoridades estatales se vieron obligadas a atender a la costumbre popular, visto el fracaso que supuso intentar reducir a 3 o 5 días de celebraciones propuestas respectivamente por Augusto y Calígula. A finales del siglo I, las vacaciones judiciales se prolongaron definitivamente a cinco días. 
En las fiestas saturnales, se decoraban las casas con plantas y se encendían velas  para celebrar la nueva venida de la luz. Los romanos amigos y familiares, se hacían regalos (en un principio, recordando a antiguos rituales, velas o figurillas de barro) como los que se hacen en la fiesta de la Navidad. Estas fiestas estaban dirigidas por un sacerdote, que cambiaba según el dios al que se le daba culto; el sacerdote se elegía en un colegio de sacerdotes.

## Celebración

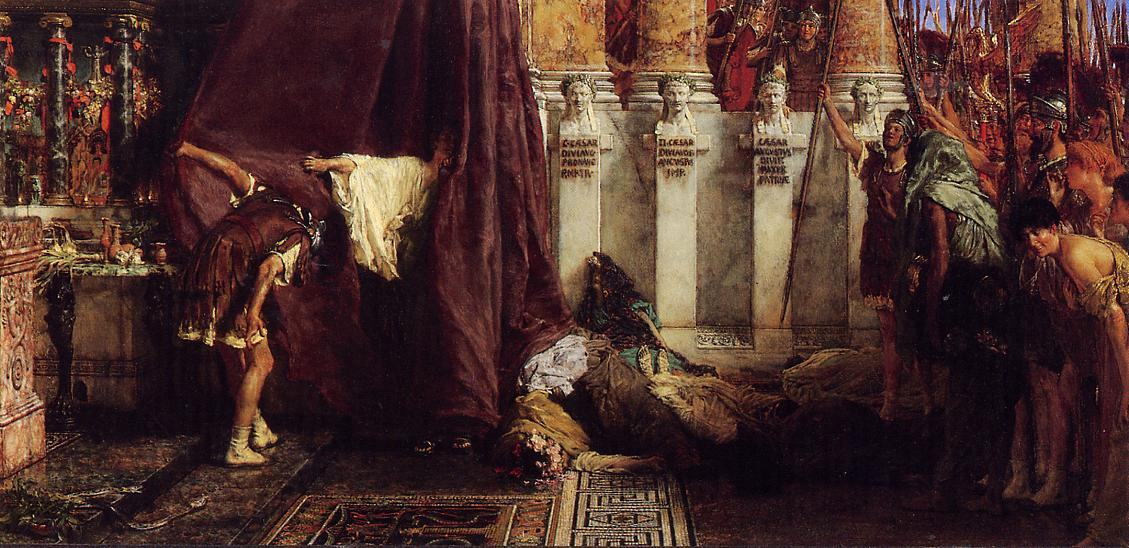
Ave, Caesar! Io, Saturnalia!. Cuadro de Sir Lawrence Alma-Tadema de 1880.

Las saturnales se celebraban por dos motivos:
- En honor a Saturno, dios de la agricultura.
- Como homenaje al triunfo de un victorioso general (fiesta del triunfo).

Las primeras se celebraban del 17 al 23 de diciembre, a la luz de velas y antorchas, por el fin del período más oscuro del año y el nacimiento del nuevo período de luz, o nacimiento del Sol Invictus, 25 de diciembre, coincidiendo con la entrada del Sol en el signo de Capricornio (solsticio de invierno). Probablemente las Saturnales fueran las fiestas de la finalización de los trabajos del campo, celebrada tras la conclusión de la siembra de invierno, cuando el ritmo de las estaciones dejaba a toda la familia campesina, incluidos los esclavos domésticos, tiempo para descansar del esfuerzo cotidiano.
Eran siete días de bulliciosas diversiones, orgías, banquetes e intercambio de regalos. Las fiestas comenzaban con un sacrificio en el templo de Saturno (en principio el dios más importante para los romanos hasta Júpiter), al pie de la colina del Capitolio, la zona más sagrada de Roma, seguido de un banquete público al que estaba invitado todo el mundo. Los romanos asociaban a Saturno, dios agrícola protector de sembrados y garante de cosechas con el dios prehelénico Crono, que estuvo en activo durante la mítica edad de oro de la tierra, cuando los hombres vivían felices, sin separaciones sociales. Durante las Saturnales, los esclavos eran frecuentemente liberados de sus obligaciones y sus papeles, en algunos casos, cambiados con los de sus dueños. 
A veces se afirma que las saturnales fueron sustituidas por la Iglesia católica, la cual hizo coincidir en esas fechas el nacimiento de Jesús de Nazaret con el objetivo de acabar con las antiguas celebraciones. Gradualmente las costumbres paganas pasarían al Día de Año Nuevo, siendo asimiladas finalmente por la fiesta cristiana que hoy en día se conoce universalmente como el día de Navidad. Sin embargo, el historiador Peter Gainsford argumenta que no existe ninguna conexión entre las saturnales y la Navidad, ya que ambas festividades se celebraban en diferentes días del mes de diciembre. Además, las costumbres navideñas que se dice procedían de las Saturnales en realidad se originaron varios siglos después.

## Interpretaciones
Para el anarquista italiano Luigi Fabbri, las Saturnales, que muestran al ser humano viviendo libre sin ley ni amo, son «un indicio de que el alma humana ha aspirado siempre a la libertad» y de que «entreveía el ideal [···] de una sociedad de gentes libres e iguales».

## Literatura relacionada
- Klaus Bringmann, «El triunfo del emperador y las Saturnales de los esclavos en Roma», en La fiesta. De las Saturnales a Woodstock, Ed. Alianza.
- Jorge Luis Borges, Ficciones, «La secta del Fénix».